# 7967 Beny
7967 Beny este un asteroid din centura principală de asteroizi.

## Descriere
7967 Beny este un asteroid din centura principală de asteroizi. A fost descoperit pe 28 februarie 1996 la Observatorul Kleť de Zdeněk Moravec. Asteroidul prezintă o orbită caracterizată de o semiaxă mare de 2,20 ua, o excentricitate de 0,19 și o înclinație de 3,5° în raport cu ecliptica.